# زاین ویلیامسن
زاین لطیف ویلیامسن (انگلیسی: Zion Lateef Williamson؛ زادهٔ ۶ ژوئیهٔ ۲۰۰۰) بازیکن بسکتبال حرفه‌ای اهل ایالت متحده آمریکا است. وی هم اکنون عضو تیم نیو اورلینز پلیکانز در اتحادیه ملی بسکتبال (NBA) است.